# Yaşar Erkan
Yaşar Erkan (Erzincan, 30 aprile 1911 – Istanbul, 18 maggio 1986) è stato un lottatore turco, specializzato nella lotta greco-romana.

## Palmarès

### Olimpiadi
- Oro a Berlino 1936 nei pesi piuma.

### Campionati balcanici
- Oro a Istanbul 1933 nei pesi piuma.
- Oro a Istanbul 1934 nei pesi piuma.
- Oro a Istanbul 1935 nei pesi piuma.
- Oro a Izmir 1937 nei pesi piuma.